# 차세대 전투차량
차세대 전투차량(Next Generation Combat Vehicle, NGCV)은 미국 육군이 추진중인 기존 전차, 장갑차를 대체하는 사업이다.

## 역사
NGCV 사업은 세부적으로 다음과 같이 추진되고 있다.
1. OMFV(Optionally Manned Fighting Vehicle): M2 브래들리(Bradley) 보병전투장갑차(IFV) 대체사업
2. AMPV(Armored Multi-Purpose Vehicle)-M113 병력수송장갑차(APC) 대체사업
3. MPF(Mobile Protected Firepower)-IBCTs(Infantry Brigade Combat Teams)로 불리는 보병여단전투단을 지원하기 위한 경전차 신규 획득사업
4. RCV(Robotic Combat Vehicle)-경량(Light), 중중량(Medium), 중량(Heavy) 이상 세 종류의 무인로봇(UGV) 전투차량 획득사업
5. DLP(Decisive Lethality Platform)-M1 에이브럼스 주력 전차(MBT) 대체사업

## MPF

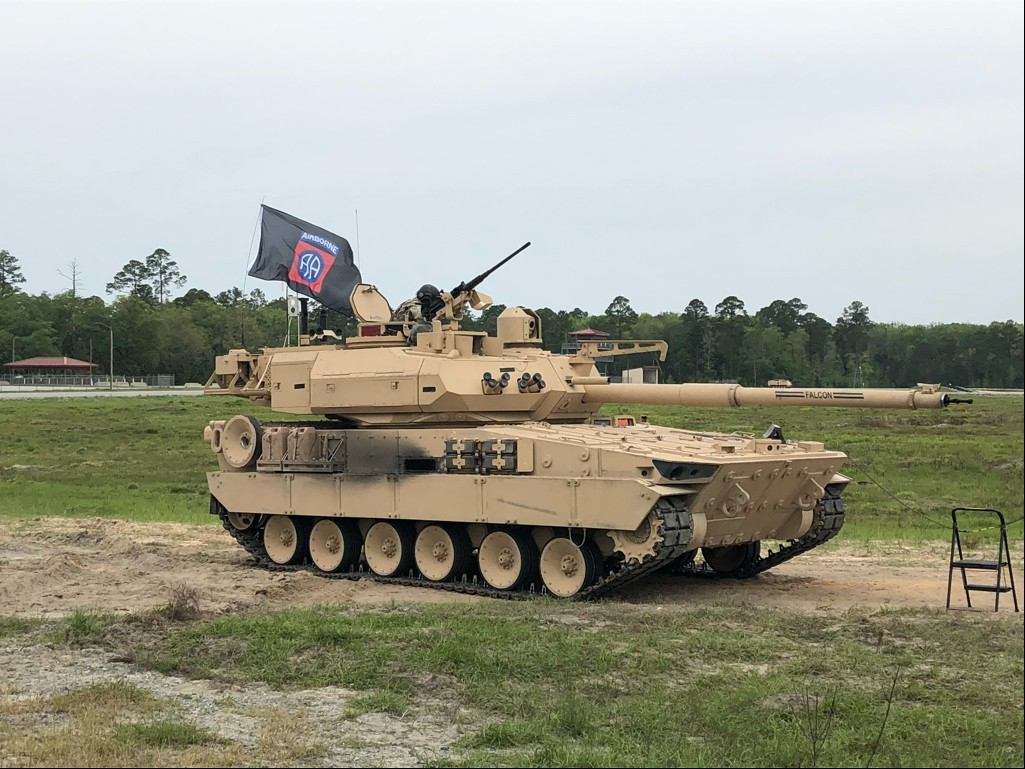
MPF 프로그램에서 최종 채택된 제너럴 다이내믹스 그리핀 경전차

현재 미 육군이 추진 중인 NGCV에서 MPF가 주목받는 이유는 대전차전투보다는 보병에 대한 직접적 화력지원으로 보병여단전투단(IBCT)의 전투력을 강화하는 게 목적이기 때문이다. 이를 위해 미 육군은 기존 전차와 보병전투차를 대체하는 것이 아닌 MPF를 통해 보병에 대한 화력지원을 목적으로 하는 새로운 개념의 전차를 도입하게 된다. 미 육군이 공개한 계획에 의하면 IBCT 1개 대대당 42대의 MPF가 배치될 예정이다. 오는 2030년까지 4개 대대분 168대, 2035년까지 나머지 336대가 실전 배치된다. 대전차무기를 비롯한 다종다양한 무기체계의 등장에도 불구하고 여전히 보병전투의 끝판왕은 전차라는 사실에 변함이 없다는 뜻이다.
2022년 6월, 제너럴 다이내믹스 그리핀이 MPF 프로그램 대회에서 우승해 최대 11억 4,000만 달러 규모의 계약을 체결했다.